# Junior dos Santos
Junior dos Santos (ur. 30 stycznia 1984 w Caçador) – brazylijski zawodnik mieszanych sztuk walki (MMA) wagi ciężkiej, mistrz organizacji Ultimate Fighting Championship w wadze ciężkiej w latach 2011–2012. Znany ze swoich umiejętności bokserskich i nokautującego ciosu.

## Kariera sportowa
Junior dos Santos trenuje brazylijskie jiu-jitsu, posiada czarny pas. Ćwiczy pod okiem Antonio Rodrigo Nogueiry – innego brazylijskiego zawodnika MMA.

### Początki kariery
Dos Santos zajął się MMA profesjonalnie w 2006 roku w wieku 21 lat. Walczył dla pomniejszych organizacji w Brazylii, jak Demo Fight, Extreme Fighting Championship, Minotauro Fights oraz Mo Team League. Wygrał sześć z siedmiu pierwszych walk, ulegając jedynie Joaquimowi Ferreirze w ich rewanżowej walce.

### UFC (2008–2021)

#### Debiut (2008–2010)
Dos Santos zadebiutował dla UFC 25 października 2008 na UFC 90. Zdołał pokonać faworyzowanego kandydata na pas w wadze ciężkiej, Fabricio Werduma, nokautując go w drugiej minucie pierwszej rundy potężnym podbródkowym, zdobywając wyróżnienie nokautu wieczoru ("Knockout of the Night").
Do oktagonu powrócił 21 lutego 2009 na UFC 95. Walczył z debiutantem, Stefanem Struve, pokonując go w 54 sekundy przez techniczny nokaut.
19 września 2009 Dos Santos kontynuował swoją zwycięską passę, wygrywając z Mirko "CroCopem" Filipoviciem na UFC 103. Trzecia runda była pokazem dominacji ze strony JDS. Kolano z klinczu i prawy podbródkowy zmasakrowały oko "CroCopa" uniemożliwiając mu walkę i zmuszając do poddania.
Dos Santos miał spotkać się z Gabrielem Gonzagą na UFC 108. Gonzaga wycofał się z walki 25 listopada 2009 z powodu choroby. Jako zastępcę wybrano Gilberta Yvela z którym dos Santos walczył 2 stycznia 2010, wygrywając przez TKO w drugiej minucie i siódmej sekundzie pierwszej rundy.
Cigano pokonał Gabriela Gonzagę 21 marca 2010 podczas gali UFC Live: Vera vs. Jones przez nokaut w pierwszej rundzie, zdobywając jego drugi "Knockout of the Night".

#### Pretendent do tytułu mistrza w wadze ciężkiej (2010–2011)
Dos Santos spotkał się z Royem Nelsonem 7 sierpnia 2010 na UFC 117. Podczas tej walki po raz pierwszy na UFC Cigano używał obaleń. Pomimo ogromnej liczby trafień, Dos Santosowi nie udało się znokautować rywala. Zwyciężył przez jednogłośną decyzję (30–26, 30–27, 30–27). Po zwycięstwie z Nelsonem, Junior Dos Santos miał walczyć z Cainem Velasquezem o tytuł mistrza świata w wadze ciężkiej, jednak kontuzja wyeliminowała posiadacza pasa na rok.

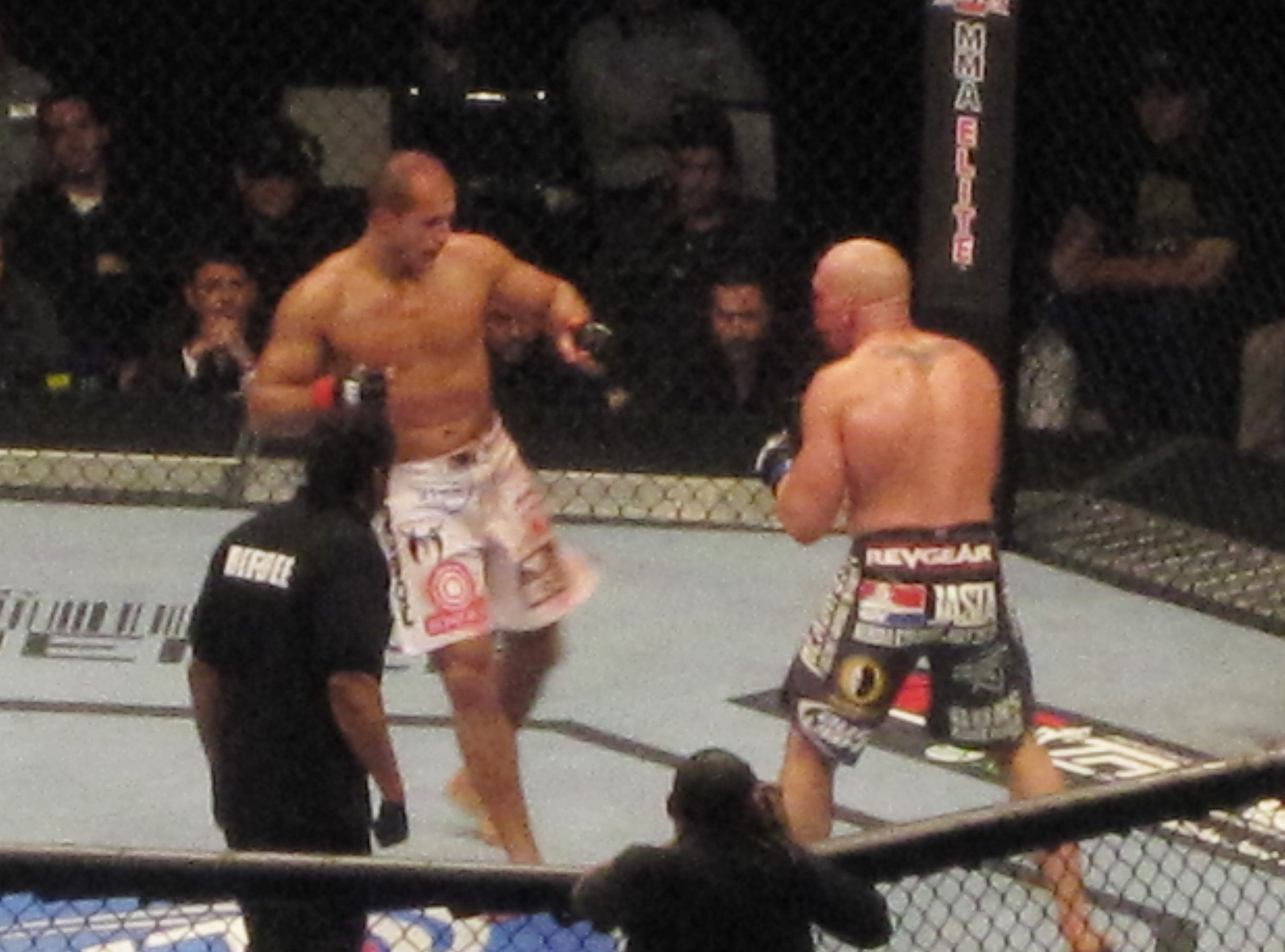
Junior Dos Santos na UFC 131.

Na początku 2011 roku ogłoszono, że Dos Santos będzie jednym z trenerów The Ultimate Fighter Season 13, razem ze wschodzącą gwiazdą sportu, Brockiem Lesnarem. Mieli się spotkać 11 czerwca 2011 podczas UFC 131, jednak Lesnar wycofał się z powodu choroby i został zastąpiony przez Shane’a Carwina. Dos Santos zdominował Carwina i pokonał go przez jednogłośną decyzję (30-27, 30-27, 30-26), polegając głównie na umiejętnościach bokserskich i pokazując umiejętności zapaśnicze oraz kickbokserskie.

#### Mistrz wagi ciężkiej UFC (2011–2012)
Dos Santos spotkał się z Cainem Velasquezem podczas UFC on Fox 1 12 listopada 2011. Pokonał Velasqueza w 64 sekund pierwszej rundy przez nokaut, wygrywając mistrzostwo wagi ciężkiej UFC. Powalił Velasqueza potężnym prawym bitym znad głowy i wykończył serią uderzeń w parterze. Zdobył także swój trzeci "Knockout of the Night".
W maju 2012 Dos Santos miał walczyć z Alistairem Overeemem w MGM Grand Garden Arena na gali UFC 146. 4 kwietnia 2012 Komisja Atletyczna Stanu Nevada ogłosiła, że w krwi Overeema wykryto niedozwolone substancje. W rezultacie stracił licencję na rok. 20 kwietnia 2012, prezydent UFC Dana White ogłosił, że Frank Mir zastąpi zawieszonego Overeema. Junior dos Santos utrzymał walkę w stójce, pokazując swoje niesamowite umiejętności bokserskie. Pojedynek zakończył się przez KO w drugiej rundzie.
Rewanż przeciwko Velasquezowi miał się odbyć 22 września 2012 na UFC 152. Dana White ogłosił jednak, że walka odbędzie się w Las Vegas 29 grudnia 2012 podczas UFC 155. Dos Santos został zdominowany przez Velasqueza i stracił swój tytuł przez jednogłośną decyzję 50-45, 50-43, 50-44. Była to pierwsza porażka Juniora Dos Santosa w UFC.

#### (2013–obecnie)
Dos Santos miał walczyć z Alistairem Overeemem 25 maja 2013 na UFC 160. Overeem wycofał się jednak z powodu kontuzji. Dana White ogłosił, że nowym przeciwnikiem Dos Santosa będzie Mark Hunt. Na konferencji po UFC 159, prezydent UFC ogłosił, że jeśli JDS wygra z Huntem to otrzyma możliwość walki o pas. Dos Santos wygrał z Markiem Huntem przez KO kopnięcie i ciosy pięściami w trzeciej rundzie, tym samym otrzymał możliwość walki o pas z Velasquezem. Do pojedynku doszło w Houston 19.10.2013. Velazquez od początku starcia dominował Dos Santosa w walce w klinczu. Walka zakończyła się przez TKO w piątej rundzie, po tym jak sędzia przerwał walkę.
13 grudnia 2014 pokonał Stipe Miocicia jednogłośnie na punkty, natomiast 19 grudnia 2015 na UFC on Fox doszło do przekładanej walki z Overeemem. Brazylijczyk uległ Holendrowi przez KO w 2. rundzie.
10 kwietnia 2016 wygrał z Benem Rothwellem otrzymując za to szanse walki o pas mistrzowski z Miociciem, który w międzyczasie zdobył pas wagi ciężkiej. Do starcia doszło 13 maja 2017 na gali UFC 211. W rewanżu dos Santos przegrał z Miociciem w pierwszej rundzie przez nokaut.
14 lipca 2018 pokonał jednogłośnie na punkty debiutującego w organizacji Bułgara Błagoja Iwanowa.
8 września 2023 roku na Gamebred Fighting Championship 5 doszło do jego rewanżu z Fabrício Werdumem w walce MMA na gołe pięści. Wygrał walkę niejednogłośną decyzją sędziów.

## Życie prywatne
Dos Santos powtarza, że Antônio Rodrigo "Minotauro" Nogueira jest jego bohaterem i mentorem. Oprócz ojczystego portugalskiego, Dos Santos mówi po angielsku i hiszpańsku. Swój pseudonim "Cigano" otrzymał z powodu fryzury, w jakiej przychodził na treningi. Cigano oznacza Cygan po portugalsku. Pseudonim odnosi się do postaci ze starej, brazylijskiej telenoweli. Dos Santos jest katolikiem.

## Osiągnięcia

### Mieszane sztuki walki
- 2011–2012: mistrz UFC w wadze ciężkiej

## Lista walk w MMA
| Wynik     | Bilans | Przeciwnik (bilans przed walką) | Rozstrzygnięcie                      | Runda | Czas | Gala                                        | Data       | Miejsce               | Uwagi                                                             |
| --------- | ------ | ------------------------------- | ------------------------------------ | ----- | ---- | ------------------------------------------- | ---------- | --------------------- | ----------------------------------------------------------------- |
| Przegrana | 21-10  | Yorgan De Castro (8-3)          | TKO (kontuzja barku)                 | 3     | 0:35 | Eagle FC 47: Dos Santos vs. De Castro       | 20.05.2022 | Miami                 | Main Event                                                        |
| Przegrana | 21-9   | Ciryl Gane (6-0)                | TKO (łokieć)                         | 2     | 2:34 | UFC 256                                     | 12.12.2020 | Las Vegas             |                                                                   |
| Przegrana | 21-8   | Jairzinho Rozenstruik (10-1)    | TKO (ciosy pięściami)                | 2     | 3:47 | UFC 252                                     | 15.08.2020 | Las Vegas             |                                                                   |
| Przegrana | 21-7   | Curtis Blaydes (12-2)           | KO (kolana i ciosy pięściami)        | 2     | 1:06 | UFC on ESPN+ 24: Blaydes vs. Dos Santos     | 25.01.2020 | Raleigh               | Main Event                                                        |
| Przegrana | 21-6   | Francis Ngannou (13-3)          | TKO (ciosy pięściami)                | 1     | 1:11 | UFC 239                                     | 06.07.2019 | Las Vegas             | Main Event                                                        |
| Wygrana   | 21-5   | Derrick Lewis (21-6)            | TKO (ciosy pięściami)                | 2     | 1:58 | UFC on ESPN+ 4: Lewis vs. Dos Santos        | 09.03.2019 | Wichita               | Bonus za walkę wieczoru                                           |
| Wygrana   | 20-5   | Tai Tuivasa (10-0)              | TKO (ciosy pięściami)                | 2     | 2:30 | UFC Fight Night 142: Dos Santos vs. Tuivasa | 02.12.2018 | Adelaide              |                                                                   |
| Wygrana   | 19-5   | Błagoj Iwanow (16-1)            | Decyzja (jednogłośna)                | 5     | 5:00 | UFC Fight Night: Ivanov vs. Dos Santos      | 14.07.2018 | Boise                 |                                                                   |
| Przegrana | 18-5   | Stipe Miocic (16-2)             | TKO (ciosy pięściami)                | 1     | 2:22 | UFC 211                                     | 13.05.2017 | Dallas                | Walka o mistrzostwo UFC w wadze ciężkiej                          |
| Wygrana   | 18-4   | Ben Rothwell (34-9)             | Decyzja (jednogłośna)                | 5     | 5:00 | UFC Fight Night: Rothwell vs. dos Santos    | 10.04.2016 | Zagrzeb               |                                                                   |
| Przegrana | 17-4   | Alistair Overeem (39-14)        | TKO (ciosy pięściami)                | 2     | 4:43 | UFC on Fox 17                               | 19.12.2015 | Orlando               |                                                                   |
| Wygrana   | 17-3   | Stipe Miocic (12-1)             | Decyzja (jednogłośna)                | 5     | 5:00 | UFC on Fox 13                               | 13.12.2014 | Phoenix               | Bonus za walkę wieczoru                                           |
| Przegrana | 16-3   | Cain Velasquez (12-1)           | TKO (ciosy pięściami)                | 5     | 3:09 | UFC 166                                     | 19.10.2013 | Houston               | Walka o mistrzostwo UFC w wadze ciężkiej                          |
| Wygrana   | 16-2   | Mark Hunt (9-7)                 | KO (kopnięcie i ciosy pięściami)     | 3     | 4:18 | UFC 160                                     | 25.05.2013 | Las Vegas             | Bonus za walkę wieczoru                                           |
| Przegrana | 15-2   | Cain Velasquez (10-1)           | Decyzja (jednogłośna)                | 5     | 5:00 | UFC 155                                     | 29.12.2012 | Las Vegas             | Stracił mistrzostwo UFC w wadze ciężkiej                          |
| Wygrana   | 15-1   | Frank Mir (16-5)                | TKO (ciosy pięściami)                | 2     | 3:04 | UFC 146                                     | 26.05.2012 | Las Vegas             | Obronił mistrzostwo UFC w wadze ciężkiej                          |
| Wygrana   | 14-1   | Cain Velasquez (9-0)            | KO (ciosy pięściami)                 | 1     | 1:04 | UFC on Fox: Velasquez vs. Dos Santos        | 12.11.2011 | Anaheim               | Zdobył mistrzostwo UFC w wadze ciężkiej. Bonus za nokaut wieczoru |
| Wygrana   | 13-1   | Shane Carwin (12-1)             | Decyzja (jednogłośna)                | 3     | 5:00 | UFC 131                                     | 11.06.2011 | Vancouver             |                                                                   |
| Wygrana   | 12-1   | Roy Nelson (15-4)               | Decyzja (jednogłośna)                | 3     | 5:00 | UFC 117                                     | 07.08.2010 | Oakland               |                                                                   |
| Wygrana   | 11-1   | Gabriel Gonzaga (11-4)          | KO (ciosy pięściami)                 | 1     | 3:53 | UFC on Versus 1: Vera vs. Jones             | 21.03.2010 | Broomfield            | Bonus za nokaut wieczoru                                          |
| Wygrana   | 10-1   | Gilbert Yvel (37-13-1)          | TKO (ciosy pięściami)                | 1     | 2:07 | UFC 108                                     | 02.01.2010 | Las Vegas             |                                                                   |
| Wygrana   | 9-1    | Mirko Filipović (25-6-2)        | TKO (poddanie po ciosie)             | 3     | 2:00 | UFC 95: Sanchez vs. Stevenson               | 19.09.2009 | Dallas                |                                                                   |
| Wygrana   | 8-1    | Stefan Struve (16-2)            | TKO (ciosy pięściami)                | 1     | 0:54 | UFC 95: Sanchez vs. Stevenson               | 20.02.2009 | Londyn                |                                                                   |
| Wygrana   | 7-1    | Fabricio Werdum (11-3-1)        | KO (ciosy pięściami)                 | 1     | 1:20 | UFC 90                                      | 25.10.2008 | Rosemont              | Bonus za nokaut wieczoru                                          |
| Wygrana   | 6-1    | Geronimo dos Santos (8-5)       | TKO (przerwanie przez lekarza)       | 1     | 0:44 | Demo Fight 3                                | 24.05.2008 | Salvador              | Powrót do wagi ciężkiej                                           |
| Przegrana | 5-1    | Joaquim Ferreira (4-2)          | Poddanie (dźwignia na staw łokciowy) | 1     | 1:13 | MTL - Final                                 | 10.11.2007 | São Paulo             |                                                                   |
| Wygrana   | 5-0    | Jair Goncalves (3-1)            | TKO (ciosy pięściami)                | 1     | 2:52 | MTL - Mo Team League 2                      | 29.09.2007 | São Paulo             |                                                                   |
| Wygrana   | 4-0    | Joaquim Ferreira (3-0)          | Poddanie                             | 1     | 5:00 | XFC - Brazil                                | 29.04.2007 | Rio de Janeiro        |                                                                   |
| Wygrana   | 3-0    | Edson Ramos (9-3)               | TKO (rozcięcie)                      | 1     | 8:46 | XFC - Brazil                                | 29.04.2007 | Rio de Janeiro        | Debiut w wadze półciężkiej                                        |
| Wygrana   | 2-0    | Eduardo Maiorino (2-5)          | Poddanie (duszenie gilotynowe)       | 1     | 0:50 | Minotauro Fights 5                          | 09.12.2006 | São Bernardo do Campo |                                                                   |
| Wygrana   | 1-0    | Jailson Silva Santos (1-4)      | TKO (ciosy pięściami)                | 1     | 2:58 | Demo Fight 1                                | 16.07.2006 | Salvador              | Debiut w MMA                                                      |

## Lista walk w MMA na gołe pięści
| Wynik   | Bilans | Przeciwnik (bilans przed walką) | Rozstrzygnięcie          | Runda | Czas | Gala                                             | Data       | Miejsce      | Uwagi      |
| ------- | ------ | ------------------------------- | ------------------------ | ----- | ---- | ------------------------------------------------ | ---------- | ------------ | ---------- |
| Wygrana | 2-0    | Alan Belcher                    | TKO (ciosy pięściami)    | 2     | 4:39 | Gamebred Bareknuckle MMA: Dos Santos vs. Belcher | 02.03.2024 | Orlando      | Main Event |
| Wygrana | 1-0    | Fabricio Werdum                 | Decyzja (niejednogłośna) | 3     | 5:00 | Gamebred Fighting Championship 5                 | 08.09.2023 | Jacksonville | Main Event |